# Plesianthidium neli
Plesianthidium neli är en biart som först beskrevs av Brauns 1929.  Plesianthidium neli ingår i släktet Plesianthidium och familjen buksamlarbin. Inga underarter finns listade i Catalogue of Life.